# 吕费站
吕费站是法国的一个铁路车站，位于法国东部市镇吕费莱塞希雷境内。

## 位置
吕费站位于吕费莱塞希雷市区的西北部。车站大致呈西南-东北走向，开口朝东南，面向吕费莱塞希雷市区。

## 设施
吕费站是一个无人看守的乘降所，没有任何人工售票设施及自动售票机，在吕费站上车的乘客需主动购票或使用通勤卡。
吕费站站内没有人行天桥或地下通道，前往下行方向（蒂耶河畔伊斯方向）站台的乘客需横穿铁路正线，因此该站存在一定的安全隐患。

## 停靠线路
以下列车线路在吕费站停靠：
| 吕费站列车线路表  |      |          |                 |              |
| 线路              | 车种 | 上一站   | 下一站          | 大致运行频率 |
| 第戎—蒂耶河畔伊斯 | TER  | 第戎新门 | 布勒蒂尼-诺尔日 | 每天4~12趟   |
| 1.                |      |          |                 |              |

## 配套交通

### 长途客车
吕费站附近暂无长途客运线路，当铁路线施工或罢工时，SNCF可能会提供途径吕费莱塞希雷市区的大巴车线路。

### 市内交通
吕费站附近暂无城市公共交通线路。

### 社会车辆
吕费站门口可停放少量社会车辆。

## 临近车站
| 吕费站（Gare de Ruffey）       |                        |                   |
| 上行车站                       | 线路                   | 下行车站          |
| 第戎新门                       | 第戎－蒂耶河畔伊斯铁路 | 布勒蒂尼-诺尔日站 |
| - 本表仅显示运营中的线路及车站 |                        |                   |